# Ian Black (Schwimmer)
Ian Macintosh Black (* 27. Juni 1941 in Aberdeen) ist ein ehemaliger schottischer Schwimmer, der für Großbritannien startete.
Bei den Europameisterschaften 1958 hat er seinen größten sportlichen Moment, als er über 400 m und 1500 m Freistil als auch über 200 m Schmetterling den Titel gewann. Auch bei den British Empire and Commonwealth Games 1958 war er erfolgreich: Er gewann Gold über 220 Yards Schmetterling sowie Silber über 440 Yards Freistil und mit der 4-mal-220-Yards-Staffel. Im gleichen Jahr wurde er zur BBC Sportpersönlichkeit des Jahres gewählt.
1960 belegte Black bei den Olympischen Spielen in Rom zweimal den vierten Platz: über 400 Meter Freistil und mit der 4-mal-200-Meter-Staffel. 1959 stellte er 1959 einen Weltrekord auf der 400-Meter-Lagen-Strecke auf. Daneben schwamm er von 1958 bis 1962 mehrere Europarekorde.
2002 wurde Ian Black in die Scottish Sports Hall of Fame aufgenommen.